# 米卡·阿拉塔洛
米卡·阿拉塔洛（芬蘭語：Mika Alatalo，1971年6月11日—），芬兰男子冰球运动员。他曾代表芬兰参加1994年冬季奥林匹克运动会冰球比赛，获得一枚铜牌。他也曾两次获得世界男子冰球锦标赛亚军。